# Mauricio Salazar Rodríguez
Mauricio Salazar Rodríguez (Manizales, Colombia, 25 de abril de 1980) es un empresario y deportista de ultrarresistencia colombiano.

## Inicios
A los 35 años de edad decide dedicarse al deporte luego de años como empresario del sector de la tecnología. Con miras a la participación en su primer evento, Ultraman Florida 2017, se sometió a un régimen de entrenamiento pesado durante dos años con semanas de hasta 30 o 40 horas de entrenamiento, tras lo cual logró finalizar el evento de 515 kilómetros (10 km de natación en aguas abiertas, 280 km de ciclismo y 84 de atletismo) en 28 horas, 10 minutos y 50 segundos. Convirtiéndose en el segundo colombiano en lograrlo, luego del consumado deportista Edwin Vargas.
En septiembre de ese año se dispuso a cruzar el estrecho de Gibraltar a nado, pero debido a la climatología finalmente la competencia se trasladó al cruce entre las Islas Formigues y las Islas Medas en la Costa Brava de Cataluña. Salazar fue uno de los únicos cuatro competidores, el único no profesional, que logró terminar la competencia de 23 kilómetros en mar abierto.
En 2018 participó en la carrera ciclística de Glocknerman (Austria) donde pedaleó 1000 kilómetros, 17 000 metros de ellos de ascenso acumulado, durante 54 horas.

## Récord Guinness
El 3 de noviembre de 2021, Salazar consigue el récord Guinness por completar la carrera de triatlón a mayor altitud promedio en el mundo. La hazaña fue obtenida en el Nevado Santa Isabel, ubicado en el parque nacional natural Los Nevados, a una altitud promedio de 4423 metros de altura. El triatlón consistió en 750 m de nado en la Laguna del Otún, 20 km de ciclismo y 5 km de carrera bajo temperaturas de hasta  6 °C. A Salazar le tomó siete horas completar el triatlón y obtener el récord Guinness.